# Discographie de Sabaton
La discographie de Sabaton, groupe de power metal se résume, en 2022, en de dix albums studio, dont Carolus Rex, qui a été enregistré séparément en versions suédoise et anglaise, certifié or en Pologne et platine en Suède avec 40 000 ventes d'albums, ce qui en fait « l'album d'heavy metal suédois le plus réussi de tous les temps », selon le groupe.

## Albums

### Albums studios
| Titre de l'album                                                                                    | Informations sur l'album                                                                                      | Position maximale dans le classement musical (par pays) | Position maximale dans le classement musical (par pays) | Position maximale dans le classement musical (par pays) | Position maximale dans le classement musical (par pays) | Position maximale dans le classement musical (par pays) | Position maximale dans le classement musical (par pays) | Position maximale dans le classement musical (par pays) | Position maximale dans le classement musical (par pays) | Position maximale dans le classement musical (par pays) | Certifications                |
| Titre de l'album                                                                                    | Informations sur l'album                                                                                      | SUE                                                     | AUT                                                     | FIN                                                     | ALL                                                     | NOR                                                     | SUI                                                     | POL                                                     | GB ,                                                    | US                                                      | Certifications                |
| --------------------------------------------------------------------------------------------------- | --- | ------------------------------------------------------- | ------------------------------------------------------- | ------------------------------------------------------- | ------------------------------------------------------- | ------------------------------------------------------- | ------------------------------------------------------- | ------------------------------------------------------- | ------------------------------------------------------- | ------------------------------------------------------- | ----------------------------- |
| Primo Victoria                                                                                      | - Date de sortie: 4 mars 2005 - Label : Black Lodge Records - En format: CD, LP, téléchargement numérique     | 43                                                      | —                                                       | —                                                       | —                                                       | —                                                       | —                                                       | —                                                       | —                                                       | —                                                       |                               |
| Attero Dominatus                                                                                    | - Date de sortie: 28 juillet 2006 - Label : Black Lodge Records - En format: CD, LP, téléchargement numérique | 16                                                      | —                                                       | —                                                       | —                                                       | —                                                       | —                                                       | —                                                       | —                                                       | —                                                       |                               |
| Metalizer                                                                                           | - Date de sortie: 16 mars 2007 - Label : Black Lodge Records - En format: CD, LP, téléchargement numérique    | 21                                                      | —                                                       | —                                                       | —                                                       | —                                                       | —                                                       | —                                                       | —                                                       | —                                                       |                               |
| The Art of War                                                                                      | - Date de sortie: 30 mai 2008 - Label : Black Lodge Records - En format: CD, LP, téléchargement numérique     | 5                                                       | —                                                       | —                                                       | —                                                       | —                                                       | —                                                       | —                                                       | —                                                       | —                                                       |                               |
| Coat of Arms                                                                                        | - Date de sortie: 21 mai 2010 - Label : Nuclear Blast - En format: CD, LP, téléchargement numérique           | 2                                                       | 71                                                      | 17                                                      | 19                                                      | —                                                       | 33                                                      | 9                                                       | —                                                       | —                                                       | - POL : Or                    |
| Carolus Rex                                                                                         | - Date de sortie: 23 mai 2012 - Label : Nuclear Blast - En format: CD, LP, téléchargement numérique           | 2                                                       | 23                                                      | 9                                                       | 7                                                       | 21                                                      | 19                                                      | 7                                                       | 183                                                     | —                                                       | - SUE : 4× Platine - POL : Or |
| Heroes                                                                                              | - Date de sortie: 16 mai 2014 - Label : Nuclear Blast - En format: CD, LP, téléchargement numérique           | 1                                                       | 11                                                      | 2                                                       | 3                                                       | 13                                                      | 7                                                       | 6                                                       | 59                                                      | 99                                                      | - SUE : Or - FIN : Or         |
| The Last Stand                                                                                      | - Date de sortie: 19 août 2016 - Label : Nuclear Blast - En format: CD, LP, téléchargement numérique          | 1                                                       | 2                                                       | 1                                                       | 2                                                       | 11                                                      | 1                                                       | 2                                                       | 17                                                      | 63                                                      | - POL : Or                    |
| The Great War                                                                                       | - Date de sortie: 19 juillet 2019 - Label : Nuclear Blast - En format: CD, LP, téléchargement numérique       | 1                                                       | 3                                                       | 3                                                       | 1                                                       | 4                                                       | 1                                                       | 3                                                       | 11                                                      | 42                                                      | - POL : Or                    |
| The War to End All Wars                                                                             | - Date de sortie: 4 mars 2022 - Label : Nuclear Blast - En format: CD, LP, téléchargement numérique           | 1                                                       | 1                                                       | 1                                                       | 1                                                       | 2                                                       | 4                                                       | 1                                                       | 16                                                      | 87                                                      |                               |
| "—" désigne les versions qui n'ont pas été répertoriées ou qui n'ont pas été publiées dans ce pays. | |                                                         |                                                         |                                                         |                                                         |                                                         |                                                         |                                                         |                                                         |                                                         |                               |

### Albums live
| Titre de l'album                                                                                    | Informations sur l'album                                                                                      | Position maximale dans le classement musical (par pays) | Position maximale dans le classement musical (par pays) | Position maximale dans le classement musical (par pays) | Position maximale dans le classement musical (par pays) | Certifications (seuils de ventes) |
| Titre de l'album                                                                                    | Informations sur l'album                                                                                      | SUE                                                     | SUI                                                     | ALL                                                     | POL                                                     | Certifications (seuils de ventes) |
| --------------------------------------------------------------------------------------------------- | --- | ------------------------------------------------------- | ------------------------------------------------------- | ------------------------------------------------------- | ------------------------------------------------------- | --------------------------------- |
| World War Live: Battle of the Baltic Sea                                                            | - Date de sortie : 5 août 2011 - Label : Nuclear Blast - En format : CD, CD+DVD, LP, téléchargement numérique | 26                                                      | 62                                                      | 26                                                      | 9                                                       | - POL : Or                        |
| Swedish Empire Live                                                                                 | - Date de sortie : 23 septembre 2013 - Label : Nuclear Blast - En format: CD, LP, téléchargement numérique    | —                                                       | —                                                       | 17                                                      | —                                                       |                                   |
| Heroes on Tour                                                                                      | - Date de sortie : 4 mars 2016 - Label : Nuclear Blast - En format: CD, LP, téléchargement numérique          | —                                                       | 99                                                      | 8                                                       | —                                                       |                                   |
| The Great Show                                                                                      | - Date de sortie : 1er décembre 2021 - Label : Nuclear Blast - En format: CD, LP, téléchargement numérique    | —                                                       | —                                                       | —                                                       | —                                                       |                                   |
| "-" désigne les versions qui n'ont pas été répertoriées ou qui n'ont pas été publiées dans ce pays. | |                                                         |                                                         |                                                         |                                                         |                                   |

### Albums videos
| Titre de l'album                                                                                    | Informations sur l'album                                                                                         | Position maximale dans le classement musical (par pays) | Position maximale dans le classement musical (par pays) |
| Titre de l'album                                                                                    | Informations sur l'album                                                                                         | SUE                                                     | FIN                                                     |
| --------------------------------------------------------------------------------------------------- | --- | ------------------------------------------------------- | ------------------------------------------------------- |
| World War Live: Battle of the Baltic Sea                                                            | - Date de sortie : 5 août 2011 - Label : Nuclear Blast - En format: CD + DVD                                     | —                                                       | —                                                       |
| Swedish Empire Live                                                                                 | - Date de sortie : 23 septembre 2013 - Label : Nuclear Blast - En format: DVD + Blu-ray                          | 1                                                       | 1                                                       |
| The Great Show                                                                                      | - Date de sortie : 4 mars 2016 - Label : Nuclear Blast - En format: DVD + Blu-ray                                | —                                                       | —                                                       |
| Le grand spectacle                                                                                  | - Date de sortie : 19 novembre 2021 - Label : Nuclear Blast - En format: DVD + Blu-ray, téléchargement numérique | —                                                       | —                                                       |
| 20th Anniversary Show                                                                               | - Date de sortie : 19 novembre 2021 - Label : Nuclear Blast - En format: DVD + Blu-ray                           | —                                                       | —                                                       |
| "-" désigne les versions qui n'ont pas été répertoriées ou qui n'ont pas été publiées dans ce pays. | |                                                         |                                                         |

### Compilation
| Titre de l'album     | Informations sur l'album                                                 |                                      |
| -------------------- | ------------------------------------------------------------------------ | ------------------------------------ |
| Fist for Fight       | - Date de sortie : 2000 - Label : Nuclear Blast - En format: CD          |                                      |
| Métalus Hammerus Rex | - Date de sortie : 18 avril 2012 - Label : Nuclear Blast - En format: CD | - Metal Hammer (supplément magazine) |

## EP
| Titre de l'album               | Détails du extended play, en abrégé EP                                                                                               | Position maximale dans le classement musical (par pays) | Position maximale dans le classement musical (par pays) |
| Titre de l'album               | Détails du extended play, en abrégé EP                                                                                               | SUE                                                     | FIN                                                     |
| ------------------------------ | --- | ------------------------------------------------------- | ------------------------------------------------------- |
| Weapons of the Modern Age      | - Date de sortie : 30 septembre 2022 - Label : Nuclear Blast - En format: téléchargement numérique, diffusion en streaming           | 34                                                      | 37                                                      |
| Heroes of the Great War        | - Date de sortie : 20 janvier 2023 - Label : Nuclear Blast - En format: téléchargement numérique, diffusion en streaming             |                                                         |                                                         |
| Stories From The Western Front | - Date de sortie : 14 avril 2023 - Chaîne de labels de musique : Nuclear Blast - En format : téléchargement numérique, streaming, CD |                                                         |                                                         |

## Singles
| Année | Single                                                              | Position maximale dans le classement musical (par pays) | Album                          |
| Année | Single                                                              | SWE                                                     | Album                          |
| ----- | ------------------------------------------------------------------- | ------------------------------------------------------- | ------------------------------ |
| 2007  | Masters of the World                                                | —                                                       | Metalizer                      |
| 2008  | Cliffs of Gallipoli                                                 | 1                                                       | The Art of War                 |
| 2008  | 40:1                                                                | —                                                       | The Art of War                 |
| 2010  | Coat of Arms                                                        | 17                                                      | Coat of Arms                   |
| 2011  | Screaming Eagles                                                    | —                                                       | Coat of Arms                   |
| 2012  | The Lion From the North                                             | —                                                       | Carolus Rex                    |
| 2012  | Carolus Rex                                                         |                                                         | Carolus Rex                    |
| 2012  | In the Army Now                                                     | —                                                       | Carolus Rex                    |
| 2014  | To Hell and Back                                                    | 51                                                      | Heroes                         |
| 2014  | "Resist and Bite"                                                   | —                                                       | Heroes                         |
| 2019  | Bismarck                                                            | —                                                       |                                |
| 2019  | Fields of Verdun                                                    | —                                                       | The Great War                  |
| 2019  | The Red Baron                                                       | —                                                       | The Great War                  |
| 2019  | Great War                                                           | —                                                       | The Great War                  |
| 2020  | Angels Calling (featuring Apocalyptica)                             | —                                                       |                                |
| 2020  | The Attack of the Dead Men (Live in Moscow) (featuring Radio Tapok) | —                                                       | The Great War                  |
| 2021  | Livgardet                                                           | 53                                                      | Carolus Rex                    |
| 2021  | The Royal Guard                                                     | —                                                       | Carolus Rex                    |
| 2021  | Defence of Moscow                                                   | 94                                                      |                                |
| 2021  | Kingdom Come                                                        | —                                                       |                                |
| 2021  | teel Commanders(featuring Tina Guo)                                 | —                                                       |                                |
| 2021  | "Christmas Truce                                                    | —                                                       | The War to End All Wars        |
| 2022  | Soldier of Heaven                                                   | 60                                                      | The War to End All Wars        |
| 2022  | The Unkillable Soldier                                              | 89                                                      | The War to End All Wars        |
| 2022  | Race to the Sea                                                     | 93                                                      | The War to End All Wars        |
| 2022  | Stormtroopers                                                       | —                                                       | The War to End All Wars        |
| 2022  | Father                                                              | —                                                       | Weapons of the Modern Age      |
| 2023  | The First Soldier                                                   | —                                                       | Heroes of the Great War        |
| 2023  | 1916                                                                | —                                                       | Stories from the Western Front |
| 2025  | Templars                                                            | —                                                       |                                |

Notes
1. ↑  Bismarck n'est pas entré dans le Swedish Singellista Chart, mais a atteint la neuvième place au Swedish Heatseeker Chart[46].
2. ↑  The Red Baron n'est pas entrée dans le Swedish Singellista Chart, mais a culminé à la sixième place du the Swedish Heatseeker Chart[48].
3. ↑  The Royal Guard n'est pas entré au Swedish Singellista Chart, mais a culminé à la dixième place du Swedish Heatseeker Chart[49].
4. ↑  Steel Commanders n'est pas entré au Swedish Singellista Chart, mais a atteint la dixième place du Swedish Heatseeker Chart[50].
5. ↑  Father n'est pas entré au Swedish Singellista Chart, mais a atteint la troisième place du Swedish Heatseeker Chart[51].

## Autres chansons classées
| Année | Chanson             | Position maximale dans le classement musical (par pays) | Position maximale dans le classement musical (par pays) | Album                   |
| Année | Chanson             | SUE                                                     | SUE Heat.                                               | Album                   |
| ----- | ------------------- | ------------------------------------------------------- | ------------------------------------------------------- | ----------------------- |
| 2022  | Stormtroopers       | 86                                                      | —                                                       | The War to End All Wars |
| 2022  | Dreadnought         | —                                                       | 2                                                       | The War to End All Wars |
| 2022  | Hellfighters        | —                                                       | 14                                                      | The War to End All Wars |
| 2022  | Lady of the Dark    | —                                                       | 8                                                       | The War to End All Wars |
| 2022  | The Valley of Death | —                                                       | 17                                                      | The War to End All Wars |

## Clip musical
| Année | Titre de la chanson        | Réalisateur       | Album                          |
| ----- | -------------------------- | ----------------- | ------------------------------ |
| 2006  | Attero Dominatus           | —                 | Atterro Dominatus              |
| 2006  | Metal Crüe                 | —                 | Atterro Dominatus              |
| 2008  | Cliffs of Gallipoli        | —                 | The Art of War                 |
| 2009  | 40:1                       | Jacek Raginis     | The Art of War                 |
| 2010  | Uprising                   | Coat of Arms      |                                |
| 2011  | Screaming Eagles           | Coat of Arms      | Nicholas Dackard               |
| 2011  | Coat of Arms               | Coat of Arms      | —                              |
| 2014  | To Hell and Back           | Owe Lingvall      | Héros                          |
| 2017  | Primo Victoria             | Zoran Bihac       | Primo Victoria                 |
| 2018  | The Last Stand             | —                 | The Last Stand                 |
| 2019  | Bismarck                   | Matthias Hoene    | Non-album single               |
| 2019  | Fields of Verdun           | —                 | The Great War                  |
| 2019  | Great War                  | Christian Ripkens | The Great War                  |
| 2019  | Angels Calling             | —                 |                                |
| 2019  | Seven Pillars of Wisdom    | Mehdi Jouini      | The Great War                  |
| 2020  | Devil Dogs                 | Christian Ripkens | The Great War                  |
| 2020  | The Attack of the Dead Men | Christian Ripkens | The Great War                  |
| 2020  | Night Witches              | —                 | Héros                          |
| 2021  | Livgardet                  | —                 | Non-album singles              |
| 2021  | The Royal Guard            | —                 | Non-album singles              |
| 2021  | Defence Of Moscow          | —                 | Non-album singles              |
| 2021  | Steel Commanders           | —                 | Non-album singles              |
| 2021  | Christmas Truce            | David Kocar       | The War to End All Wars        |
| 2022  | Soldier of Heaven          | —                 | The War to End All Wars        |
| 2022  | The Unkillable Soldier     | —                 | The War to End All Wars        |
| 2022  | Race to the Sea            | —                 | The War to End All Wars        |
| 2022  | Stormtroopers              | -                 | The War to End All Wars        |
| 2022  | Father                     | —                 | Weapons of the Modern Age      |
| 2023  | The First Soldier          | —                 | Heroes of the Great War        |
| 2023  | 1916                       | —                 | Stories from the Western Front |
| 2025  | Templars                   | —                 |                                |